# Frente Alemã para o Trabalho

Bandeira da DAF.

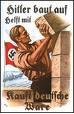
Cartaz de propaganda.

A Frente Alemã para o Trabalho (em alemão:  Deutsche Arbeitsfront, DAF) foi uma organização alemã criada em substituição aos sindicatos, suprimidos em maio de 1933 pelo Partido Nacional Socialista dos Trabalhadores Alemães (partido nazista). Presidida por Robert Ley, reunia em seu seio tanto trabalhadores como empresários, e desconsiderando a ideologia da "luta de classes", defendida pelas organizações de inspiração marxista-comunista.
Chegou a ter 32 milhões de afiliados e foi de grande influência na máquina estatal.